# Christian Rouaud
 (juillet 2017).
- Si vous ne connaissez pas le sujet, laissez ce bandeau (vous pouvez alors contacter les auteurs).
- Si vous supprimez le contenu mis en cause (vous pouvez préalablement contacter les auteurs),

argumentez précisément cette suppression dans la page de discussion
(un manque de référence n'est pas un argument ; une recherche réelle de référence doit avoir été effectuée, être formellement documentée).
 (juillet 2017).
Si vous disposez d'ouvrages ou d'articles de référence ou si vous connaissez des sites web de qualité traitant du thème abordé ici, merci de compléter l'article en donnant les références utiles à sa vérifiabilité et en les liant à la section « Notes et références ».
Pour les articles homonymes, voir Rouaud.
Christian Rouaud, né à Paris le 23 juillet 1948, est un réalisateur et écrivain français.

## Biographie
Christian Rouaud est né en 1948, d'un père cheminot, et d'une mère au foyer. En fin de troisième il entre à l’École Normale d'Instituteurs d'Auteuil, puis fait des études de Lettres et obtient le CAPES en 1971. Il enseigne alors le français dans la banlieue parisienne. 
En 1983, il intègre le Centre Régional de Documentation Pédagogique de Créteil, où il s'occupe de la formation à l'audiovisuel des enseignants du second degré. Parallèlement, il réalise des films pour le système éducatif. En 1983, il publie un roman La saldéprof. Il tourne en 1985 un premier court-métrage, Plus poète que moi.  
Il démissionne de l’Éducation nationale en 1992, travaille comme directeur de production et réalise son premier film pour la télévision, Retour au Quartier Nord. En 1994, il tourne Bagad, autour de la musique bretonne, qui sera l'un de ses thèmes de prédilection. Il rencontre à cette occasion André Le Meut, qui sera le personnage de deux autres films, Bretana et Avec Dédé. 
Préoccupé par la question du rapport aux personnes filmées dans le documentaire, il réalise en 1996 un court-métrage de fiction, Le Sujet, multi-primé[réf. nécessaire] dans les festivals. Il participe à la série documentaire Allo la terre en réalisant cinq épisodes entre 1994 et 1998. 
En 2002 , il tourne Paysan et Rebelle, premier volet d'une trilogie sur les grands mouvements de révolte des années 70 qui se poursuivra avec Les Lip, l'imagination au pouvoir, nommé aux Césars[réf. nécessaire] puis Tous au Larzac, en sélection officielle à Cannes en 2011 et César du documentaire 2012[réf. nécessaire]. 
Entre 2002 et 2006, il réalise pour la télévision des films sur des sujets très variés : le handicap (La bonne longueur pour les jambes), l'architecture de Le Corbusier (Dans la Maison radieuse), la pollution de l'eau en Bretagne (L'eau, la terre et le paysan), et à nouveau le rapport filmeur-filmé (L'homme dévisagé).

## Filmographie
- 1985 : Plus poète que moi (court-métrage)
- 1987 : Rencontre (court-métrage)
- 1988 : Marne la Vallée, un nouvel Art de ville (série Géoscope)
- 1988 : Autour de Don Juan (court-métrage)
- 1989 : Une saison en maternelle
- 1990 : Mairie, services compris (série Géoscope)
- 1991 : Allez les petits (court-métrage)
- 1992 : Retour au quartier nord
- 1994 : Bagad
- 1994 : L'écriture (série Allo la terre)
- 1995 : La vision (série Allo la terre)
- 1995 : Le fleuve (série Allo la terre)
- 1996 : Le Sujet (court-métrage de fiction)
- 1997 : L'île ((série Allo la terre)
- 1997 : Quel chantier (série Galilée)
- 1997 : Didier, machiniste (série Galilée)
- 1997 : La valse des boîtes en carton (série Galilée)
- 1997 : Si tu ne m'avais déjà trouvé (série Galilée)
- 1998 : La cornemuse (série Allo la terre)
- 1999 : Les sonneurs de la Royale (court-métrage)
- 2002 : Paysan et rebelle, un portrait de Bernard Lambert
- 2002 : Histoire de paysans
- 2002 : La Bonne Longueur pour les jambes
- 2003 : Bretaña
- 2004 : Dans la Maison Radieuse
- 2005 : L'Homme dévisagé
- 2006 : L'Eau, la Terre et le Paysan
- 2007 : Les Lip, l'imagination au pouvoir
- 2009 : Edvige et Benoît (court-métrage)
- 2010 : Son Ur Yezh (court-métrage)
- 2011 : Tous au Larzac
- 2013 : Avec Dédé
- 2017 : Le plaisir du désordre

## Publication
- La Saldéprof, éditions Syros, 1983.